# 艾達卡迪薩利足球會
艾達卡迪薩利足球會是一支保加利亞職業足球隊，位於保加利亞南部城市克爾賈利，成立於 1924 年 10 月 13 日，是該鎮體育協會的足球分會，足球隊在其前實體解散後於 2015 年重新成立。
球會名稱取名於流經保加利亞東南部和希臘東北部的阿爾達河（Arda）。艾達卡迪薩利的主場是位於克爾賈利的阿爾達競技場，可容納 15,000 名觀眾。球隊的大部分時間裡參加次級聯賽，在 1955-56 年的保加利亞次級聯賽中獲得第二名。

## 榮譽
保加利亞足球甲級聯賽
- 第四名 (1): 2020–21

乙級聯賽
- 亞軍 (1): 1955–56
- 季軍 (2): 1987–88, 2018–19

丙級聯賽
- 冠軍 (1): 2017–18

地區聯賽
- 冠軍 (1): 2015–16

保加利亞盃
- 亞軍  (1): 2020–21

保加利亞業餘聯賽盃
- 冠軍(1): 2017–18

## 外部鏈接
- Club Profile at bgclubs.eu （页面存档备份，存于）
- 官方網站 （页面存档备份，存于）